# Цисек (Опольське воєводство)
Цисек (пол. Cisek, нім. Czissek, 1935-45: Friedenau) — село в Польщі, у гміні Цисек Кендзежинсько-Козельського повіту Опольського воєводства.
Населення — 1257 осіб (2011).

## Демографія
Демографічна структура станом на 31 березня 2011 року:
|          | Загалом | Допрацездатний вік | Працездатний вік | Постпрацездатний вік |
| -------- | ------- | ------------------ | ---------------- | -------------------- |
| Чоловіки | 585     | 89                 | 408              | 88                   |
| Жінки    | 672     | 100                | 425              | 147                  |
| Разом    | 1257    | 189                | 833              | 235                  |